# Clytus
Clytus är ett släkte av skalbaggar som beskrevs av Johann Nepomuk von Laicharting 1784. Clytus ingår i familjen långhorningar.

## Bildgalleri

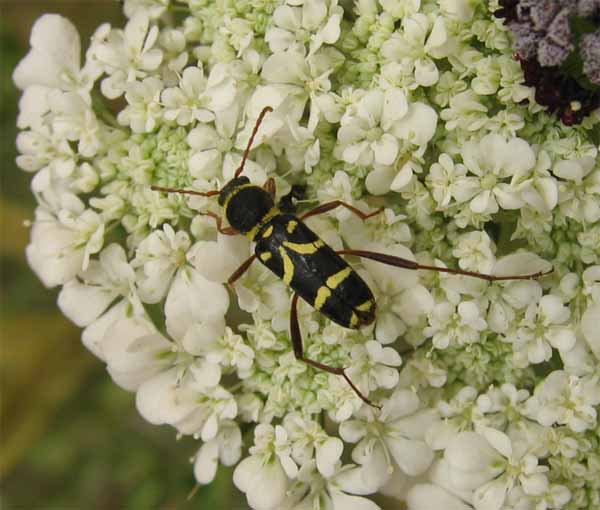
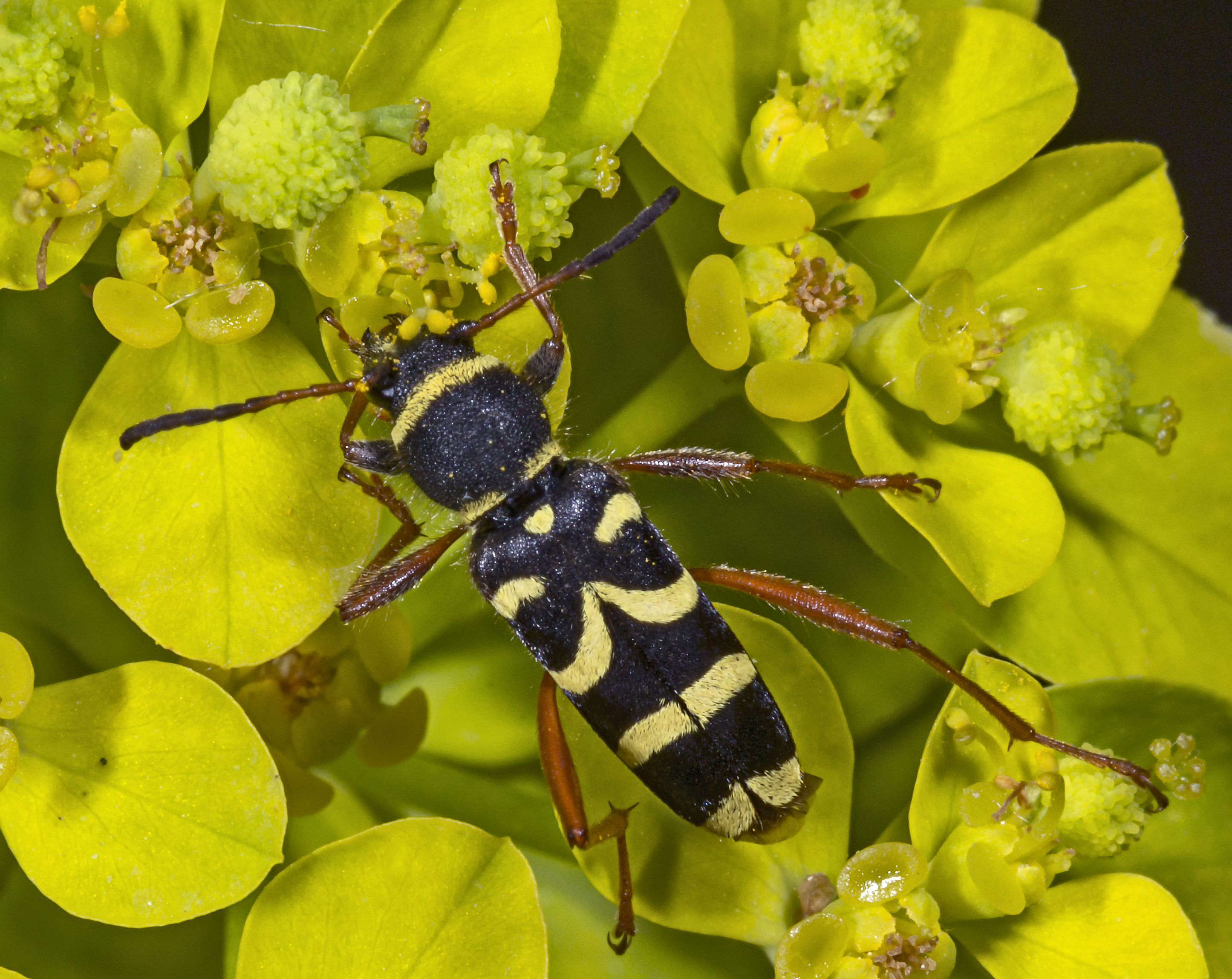

## Dottertaxa tillClytus, i alfabetisk ordning[1][2]
- Clytus ambigenus
- Clytus angustefasciatus
- Clytus arietis
- Clytus arietoides
- Clytus auripilis
- Clytus balwanti
- Clytus bellus
- Clytus blaisdelli
- Clytus buglanicus
- Clytus canadensis
- Clytus carinatus
- Clytus chemsaki
- Clytus ciliciensis
- Clytus clavicornis
- Clytus clitellarius
- Clytus fibularius
- Clytus fulvohirsutus
- Clytus gulekanus
- Clytus kabateki
- Clytus kumalariensis
- Clytus lama
- Clytus larvatus
- Clytus madoni
- Clytus marginicollis
- Clytus mayeti
- Clytus melaenus
- Clytus minutissimus
- Clytus montanus
- Clytus montesuma
- Clytus monticola
- Clytus nigritulus
- Clytus orientalis
- Clytus oriolinus
- Clytus pacificus
- Clytus parvigranulatus
- Clytus pervetustus
- Clytus planifrons
- Clytus quadraticollis
- Clytus raddensis
- Clytus rhamni
- Clytus robertae
- Clytus rufoapicalis
- Clytus rufobasalis
- Clytus ruricola
- Clytus schurmanni
- Clytus taurusiensis
- Clytus trifolionotatus
- Clytus tropicus
- Clytus validus
- Clytus vesparum
- Clytus viridescens